# Scelio transversalis
Scelio transversalis är en stekelart som beskrevs av Mikhail Vasilievich Kozlov och Kononova 1990. Scelio transversalis ingår i släktet Scelio och familjen Scelionidae. Inga underarter finns listade i Catalogue of Life.